# 可竞争市场
可竞争市场（英語：Contestable market）在经济学中指在市场中可以形成竞争性价格，即便市场上只有一家企业，即垄断企业。可竞争市场的基本特点是进入退出壁垒（Barriers to entry and exit）很低；一个绝对可竞争市场是完全没有进入及退出壁垒的。可竞争市场具有“打了就跑”（Hit and run）理论的特点，即潜在竞争者进入市场谋取短期利润，当市场中的已有企业降低价格以回击新竞争者时，竞争者便立刻退出市场。因此这种情况下，即使市场上仅有一个企业，该市场仍然具有极具竞争性。
可竞争市场的理论已经被用于反击反托拉斯法的一些弱点，包括仅仅看市场是否垄断并不意味着垄断企业获得高额利润而消费者受害。然而该理论在实际世界中的应用却频遭质疑，尤其是真实社会能摆脱沉没成本（Sunk cost）和完全取消进入退出壁垒的市场很少见。
低价航空业经常被用作例子说明可竞争市场。新入市场者可以租用飞机，并对市场内的高利润有较快进入和退出的能力。实际上该市场仍然会有一些进入退出壁垒，也可能会遇到机场租用和空闲度，以及已存在企业采取的掠夺性价格（Predatory pricing）政策。

## 相反
- 强迫性垄断